# François Maistre
François Maistre (14 de mayo de 1925 – 16 de mayo de 2016) fue un escenógrafo y actor teatral, cinematográfico y televisivo de nacionalidad francesa.

## Biografía
Nacido en Demigny, Francia, su nombre completo era François Charles Maistre. Hijo del actor y director teatral Aman-Julien Maistre, conocido por el nombre de A.M. Julien, François Maistre fue conocido por interpretar a menudo a personajes relacionados con la policía, principalmente en el ámbito de la televisión. Su papel más conocido fue el del comisario Faivre en las cuatro primeras temporadas de la serie Las brigadas del tigre.
Maistre actuó también, entre otras producciones, en Enquêtes du Commissaire Maigret (con Jean Richard), Les Cinq Dernières Minutes, Le Mystère de la chambre jaune, La Dame de Monsoreau, Nostradamus, Au plaisir de Dieu, Joseph Balsamo, Gaston Phébus, Arsène Lupin, y Châteauvallon, además de participar en varias obras de teatro de boulevard emitidas en Au Théâtre ce Soir. Además, fue Pierre Laval en el telefilm L'Armistice de juin 40 (1983).
En el cine, medio en el cual empezó a actuar en 1958, su carrera se desarrolló como intérprete secundario, participando tanto en películas de autor como en producciones dirigidas al gran público. Entre las primeras, fue un actor recurrente de filmes dirigidos por Claude Chabrol, y también puso su talento al servicio de Jacques Rivette, Philippe de Broca, Luis Buñuel (con varias películas), Henri Verneuil y Costa-Gavras. Entre las segundas, actuó para André Hunebelle, Bernard Borderie (en la serie de filmes Angélique), Jacques Poitrenaud y Maurice Labro.
Maistre estuvo casado con Anne-Marie Coffinet, con la que tuvo un hijo en 1951, Jean François, artista de variedades, juglar, músico, humorista y marionetista. Tras divorciarse de Coffinet, se casó con Aurore Chabrol y tuvo una hija, Cécile Maistre, nacida en 1967, directora de cortometrajes, actriz, ayudante de dirección y guionista, conocida por su participación en filmes de Claude Chabrol, director que se casó con Aurore Chabrol al divorciarse esta de Maistre.
François Maistre falleció en 2016 en Sèvres, Francia.

## Teatro

### Actor
- 1957 : L'Équipage au complet, de Robert Mallet, escenografía de Henri Soubeyran, Comédie de Paris
- 1957 : Satire en trois temps,quatre mouvements, de Robert Mallet, escenografía de Jean Négroni, Comédie de Paris
- 1958 : Inquisition, de Diego Fabbri, escenografía de José Quaglio, Théâtre de l'Œuvre
- 1958 : Scènes de comédie, de Alain, escenografía de François Maistre, Théâtre de Lutèce
- 1958 : Ils ont joué avec des allumettes, de Marcelle Routier, escenografía de José Quaglio, Teatro de la Alliance française
- 1959 : Le Cas Dobedatt, de George Bernard Shaw, escenografía de Jean Mercure, Théâtre des Bouffes-Parisiens
- 1959 : Soleil de minuit, de Claude Spaak, escenografía de Daniel Leveugle, Théâtre du Vieux-Colombier
- 1960 : Douce Annabelle, de Audrey Roos y William Roos, adaptación de Jean Marsan, escenografía de François Maistre, Enghien-les-Bains
- 1961 : Douce Anabelle, de Audrey Roos y William Roos, escenografía de François Maistre, Teatro del Ambigu-Comique
- 1961 : Miracle en Alabama, de William Gibson, adaptación de Marguerite Duras y Gérard Jarlot, escenografía de François Maistre, Théâtre Hébertot
- 1962 : La Brigitta, de Jacques Audiberti, escenografía de François Maistre, Théâtre de l'Athénée
- 1962 : Miracle en Alabama, de William Gibson, adaptación de Marguerite Duras y Gérard Jarlot, escenografía de François Maistre, Théâtre de l'Athénée
- 1962 : Lulu, de Frank Wedekind, escenografía de François Maistre, Théâtre de l'Athénée
- 1963 : Charles XII, de August Strindberg, escenografía de Gabriel Garran, Festival de arte dramático de Aubervilliers
- 1963 : La dama de las camelias, de Alexandre Dumas (hijo), escenografía de Jean Leuvrais, Théâtre de la Ville
- 1964 : Têtes de rechange, de Jean-Victor Pellerin, escenografía de Jean Le Poulain, Théâtre des Bouffes-Parisiens
- 1964-1965 : Lucrèce Borgia, de Victor Hugo, escenografía de Bernard Jenny, Théâtre du Vieux-Colombier, Festival de Marais, Teatro antiguo de Fourvière en Lyon, Festival de Montauban y Théâtre royal des Galeries en Bruselas
- 1965 : Liola, de Luigi Pirandello, escenografía de Bernard Jenny, Théâtre du Vieux-Colombier
- 1966 : Dieu, empereur et paysan, de Julius Hay, escenografía de Georges Wilson, Teatro Nacional Popular y Festival de Aviñón
- 1967 : Dieu, empereur et paysan, de Julius Hay, escenografía de Georges Wilson, Teatro Nacional Popular Théâtre de Chaillot
- 1967 : El rey Lear, de William Shakespeare, escenografía de Georges Wilson, Teatro Nacional Popular Théâtre de Chaillot
- 1967 : Opéra pour un tyran, de Henri-François Rey, escenografía de André Barsacq, Théâtre de l'Atelier
- 1968 : Jeu d'enfant, de Carol Bernstein, escenografía de Laurent Terzieff, Teatro del Odéon
- 1968 : Spectacle, de Carol Bernstein, escenografía de Laurent Terzieff, Teatro del Odéon
- 1968 : El diablo y Dios, de Jean-Paul Sartre, escenografía de Georges Wilson, Teatro Nacional Popular y Théâtre de Chaillot
- 1969 : Le Concile d'amour, de Oscar Panizza,  escenografía de Jorge Lavelli, Théâtre de Paris
- 1970 : Opérette, de Witold Gombrowicz, escenografía de Jacques Rosner, Teatro Nacional Popular y Théâtre de Chaillot
- 1970 : Early morning, de Edward Bond, escenografía de Georges Wilson, Festival de Aviñón, Teatro Nacional Popular y Théâtre de Chaillot
- 1970 : El diablo y Dios, de Jean-Paul Sartre, escenografía de Georges Wilson, Teatro Nacional Popular y Festival de Aviñón
- 1971 : La loca de Chaillot, de Jean Giraudoux, escenografía de Michel Fagadau, Festival de Bellac
- 1971 : Madame Jonas dans la baleine, de René Barjavel, escenografía de Jacques Charon, Théâtre des Bouffes-Parisiens
- 1972 : Play Strindberg, de Friedrich Dürrenmatt, escenografía de Yves Gasc, Théâtre des Mathurins
- 1974 : Les Possédés, de Albert Camus a partir de Fiódor Dostoyevski, escenografía de Jean-Pierre Laruy, Limoges
- 1975 : Les Secrets de la Comédie humaine, de Félicien Marceau, escenografía de Paul-Émile Deiber, Théâtre du Palais-Royal
- 1975 : Lucrèce Borgia, de Victor Hugo, escenografía de Fabio Pacchioni, Festival de Aviñón
- 1979 : Kings ou Adieu à Shakespeare, a partir de William Shakespeare, escenografía de Denis Llorca, Maison des arts et de la culture de Créteil
- 1979 : Danton et Robespierre, de Alain Decaux, Stellio Lorenzi y Georges Soria, escenografía de Robert Hossein, Palacio de Congresos de París
- 1980 : Elephant Man de Bernard Pomerance, escenografía de Katherine Adamov, Théâtre de la Potinière
- 1980 : Talleyrand à la barre de l'histoire, de André Castelot, escenografía de Paul-Émile Deiber, Théâtre du Palais-Royal
- 1982 : Sherlock Holmes, de William Gillette, escenografía de Michel Fagadau, Théâtre de Boulogne-Billancourt
- 1985 : No habrá guerra de Troya, de Jean Giraudoux, escenografía de Odile Mallet y Geneviève Brunet, Festival de Bellac
- 1986 : L'Idiot, a partir de Fiódor Dostoyevski, escenografía de Jacques Mauclair, Théâtre Mouffetard
- 1987 : L'Idiot, a partir de Fiódor Dostoyevski, escenografía de Jacques Mauclair, Théâtre des Mathurins

### Director
- 1958 : Scènes de comédie, de Alain, Théâtre de Lutèce
- 1960 : À vous Wellington, a partir de Willis Hall, Théâtre du Vieux-Colombier
- 1960 : Anna Kleiber, de Alfonso Sastre, Théâtre Hébertot
- 1961 : La Peau de singe, de Christine Arnothy, Théâtre La Bruyère
- 1961 : Douce Anabelle, de Audrey Roos y William Roos, Teatro del Ambigu-Comique
- 1961 : Miracle en Alabama, de William Gibson, adaptación de Marguerite Duras y Gérard Jarlot, Théâtre Hébertot
- 1962 : La Brigitta, de Jacques Audiberti, Théâtre de l'Athénée
- 1962 : Lulu, de Frank Wedekind, Théâtre de l'Athénée
- 1965 : Le Goûter des généraux, de Boris Vian, Théâtre de la Gaîté-Montparnasse
- 1965 : Antonio y Cleopatra, de William Shakespeare, Théâtre Sarah-Bernhardt

## Filmografía

### Cine
- 1960 : Le Septième Jour de Saint-Malo, de Paul Mesnier
- 1960 : Les Jeux de l'amour, de Philippe de Broca
- 1960 : Le Farceur, de Philippe de Broca
- 1958 : Paris nous appartient, de Jacques Rivette
- 1961 : Napoléon II, l'aiglon, de Claude Boissol
- 1962 : À fleur de peau, de Claude Bernard-Aubert
- 1963 : Merci Natercia!, de Pierre Kast
- 1963 : Blague dans le coin, de Maurice Labro
- 1964 : Angélique marquise des anges, de Bernard Borderie
- 1965 : Merveilleuse Angélique, de Bernard Borderie
- 1966 : Belle de jour, de Luis Buñuel
- 1966 : Casse-tête chinois pour le judoka, de Maurice Labro
- 1968 : La Louve solitaire, de Édouard Logereau
- 1969 : La Vía Láctea, de Luis Buñuel
- 1970 : Le Distrait, de Pierre Richard
- 1972 : El serpiente, de Henri Verneuil
- 1972 : El discreto encanto de la burguesía, de Luis Buñuel
- 1973 : La Punition, de Pierre-Alain Jolivet
- 1974 : El fantasma de la libertad, de Luis Buñuel
- 1974 : Les Innocents aux mains sales, de Claude Chabrol
- 1975 : Chronique des années de braise, de Mohammed Lakhdar-Hamina
- 1975 : Section spéciale, de Costa-Gavras
- 1976 : Le Trouble-fesses, de Raoul Foulon
- 1976 : Jaroslaw Dabrowski
- 1978 : Violette Nozière, de Claude Chabrol
- 1979 : Qu'il est joli garçon l'assassin de papa, de Michel Caputo
- 1980 : Engrenage, de Ghislain Vidal
- 1980 : Mamito, de Christian Lara
- 1980 : Vivre libre ou mourir, de Christian Lara
- 1981 : Fais gaffe à la gaffe !, de Paul Boujenah
- 1982 : Une glace avec deux boules, de Christian Lara
- 1982 : La Bulle, de Raphael Rebibo
- 1988 : Une affaire de femmes de Claude Chabrol
- 1989 : Rouget le braconnier, de Gilles Cousin
- 1991 : Madame Bovary, de Claude Chabrol
- 2002 : La flor del mal, de Claude Chabrol

### Televisión
- 1958-1965 : La caméra explore le temps
- 1960 : L'Assassinat du duc de Guise, de Guy Lessertisseur
- 1961 : Le Rouge et le Noir, de Pierre Cardinal
- 1961 : Sur la Piste... (Les Cinq Dernières Minutes), de Claude Loursais
- 1961 : Les Mystères de Paris
- 1961 y 1968 : Le théâtre de la jeunesse
- 1962 : Le Cid
- 1962 : Le Navire étoile, de Alain Boudet
- 1963 : La caméra explore le temps - La vérité sur l'affaire du courrier de Lyon
- 1963 : Horace
- 1964 : Les Joyeuses Commères de Windsor, de Roger Iglésis
- 1964 : Avatar, de Lazare Iglesis
- 1965 : Les Comédiens
- 1965 : Le Mystère de la chambre jaune, de Jean Kerchbron
- 1966 : Les Compagnons de Jéhu
- 1966 : La Chasse au météore
- 1967 y 1970 : Allô Police
- 1968 : Le Tribunal de l'impossible
- 1968 : Les Dossiers de l'agence O, de Jean Salvy
- 1969 : En votre âme et conscience
- 1969 : Une soirée au bungalow
- 1969 : Le Survivant
- 1969 : La Cravache d'or
- 1969 : Sainte Jeanne
- 1970 : Arsène Lupin, episodio Les huit coups de l'horloge
- 1971 : La Dame de Monsoreau, de Yannick Andréi
- 1972 : Le Bunker, de Roger Iglésis
- 1973 : Témoignages
- 1973 : Les Messieurs de Saint-Roy, de Pierre Goutas
- 1973 : La Duchesse d'Avila, de Philippe Ducrest
- 1973 : On l’appelait Tamerlan
- 1973 : Héloïse et Abélard
- 1973 : Lucien Leuwen, de Claude Autant-Lara
- 1973-1974 : Joseph Balsamo, de André Hunebelle
- 1974 : Arsène Lupin
- 1974 : Le comte Yoster a bien l'honneur
- 1974 : Azev : le tsar de la nuit
- 1974 - 1978 : Las brigadas del tigre, de Victor Vicas
- 1975 : Frontières
- 1975 : Les Peupliers de la Prétentaine
- 1975 : Crise
- 1976 : Cinéma 16
- 1976 : L'Homme d'Amsterdam
- 1976 : Ces beaux messieurs de Bois-Doré, de Bernard Borderie
- 1977 : Au plaisir de dieu
- 1977 : Foch pour vaincre
- 1978 : Émile Zola ou la Conscience humaine, de Stellio Lorenzi
- 1978 : Lazare Carnot ou le glaive de la révolution
- 1978 : Gaston Phébus, de Bernard Borderie
- 1979 : Histoires de voyous: L'élégant
- 1979 : Commissaire Moulin
- 1979 : Il était un musicien
- 1979 : Le Pape des escargots
- 1980 : Mont-Oriol
- 1980 : Opération Trafics
- 1980 : Caméra une première, episodio 6 La Gardienne
- 1980 : Arsène Lupin joue et perd, de Alexandre Astruc
- 1981 : Staline est mort, de Yves Ciampi
- 1981, 1984-1985 : Au théâtre ce soir
- 1982 : Sherlock Holmes
- 1983 : Les Beaux Quartiers
- 1983 : L'Armistice de Juin 40
- 1985 : Châteauvallon, de Serge Friedman, Paul Planchon y Emmanuel Fonlladosa
- 1987 : Les Enquêtes du commissaire Maigret, de Gilles Katz
- 1988 : Le Condamné meurt à cinq heures